# به دیترویت خوش آمدید
«به دیترویت خوش آمدید» (به انگلیسی: Welcome 2 Detroit) تک‌آهنگی از تریک-تریک، امینم است که در سال ۲۰۰۵ میلادی منتشر شد.